# Gaasterland (gemeente)
Gaasterland (Fries: Gaasterlân) is een voormalige gemeente in het zuidwesten van de provincie Friesland (Nederland). Gaasterland was gelegen in het gelijknamige gebied aan het IJsselmeer.
De gemeente is na de gemeentelijke herindeling op 1 januari 1984 samen met het stadje Sloten en een klein deel van Hemelumer Oldeferd met de dorpen Elahuizen, Kolderwolde en Oudega opgegaan in de nieuwe gemeente. Deze heette aanvankelijk ook Gaasterland, maar in juni 1985 werd de naam gewijzigd in Gaasterland-Sloten (officieel: Gaasterlân-Sleat).

## Plaatsen
De gemeente Gaasterland bevatte in 1983 tien dorpen. De hoofdplaats was Balk. De Nederlandse namen waren de officiële. De plaatsnaamborden in de gemeente waren tweetalig met de Nederlandse naam boven de Friese.
Aantal inwoners per woonkern op 1 januari 1983:
| Nederlandse naam | Friese naam | Inwoners |
| ---------------- | ----------- | -------- |
| Balk             | Balk        | 3031     |
| Bakhuizen        | Bakhuzen    | 1100     |
| Oudemirdum       | Aldemardum  | 1100     |
| Wijckel          | Wikel       | 657      |
| Nijemirdum       | Nijemardum  | 499      |
| Harich           | Harich      | 460      |
| Sondel           | Sondel      | 420      |
| Rijs             | Riis        | 224      |
| Mirns            | Murns       | 127      |
| Ruigahuizen      | Rûgehuzen   | 121      |

Bron: Provincie Friesland
Een aantal buurtschappen in de gemeente waren: Bargebek, Delburen, Hooibergen en Nieuw Amerika.

## Aangrenzende gemeenten
| Aangrenzende gemeenten | Aangrenzende gemeenten | Aangrenzende gemeenten | Aangrenzende gemeenten | Aangrenzende gemeenten |
| ---------------------- | ---------------------- | ---------------------- | ---------------------- | ---------------------- |
| Hemelumer Oldeferd     |                        | Wymbritseradeel        |                        | Doniawerstal Sloten    |
|                        |                        |                        |                        |                        |
|                        | Lemsterland            |                        |                        |                        |
|                        |                        |                        |                        |                        |
|                        |                        |                        |                        |                        |